# Хипермаскулинитет
Хипермаскулинитет (хегемонистичка мушкост) је психолошки термин, који су стручњаци пежоративно користили, за преувеличавање мушког стереотипног понашања, као што је нагласак на физичкој снази, агресивности и сексуалности. Највише  се користи у медијима, који пренаглашавају особине које треба да красе мушкарце и на тај начин јачају поменуте квалитете код њих.
Истраживања су открила да је хипермаскулинитет повезана са сексуалном и физичком агресијом према женама и перципираним геј мушкарцима, као и да су затвореници током истраживања имали више оцене хипермаскулинитета од контролних група. Такође већа је вероватноћа да ће мушкарци са ограниченом друштвеном и економском моћи непрестано слати поруку да су ове особине прихватљиве, како би изградили чврсту личност  користећи насиље како би стекли поштовање.

## Порекло назива
Овај термин се користи још од истраживања које су спровели Donald L. Mosher и Марк Сиркин 1984. који су дефинисали  хипермаскулинитет или „мачо личност“ користећи се трима варијаблама:
- безосећајним сексуалним ставовима према женама
- веровању да је насиље мушка особина,
- искуством по коме је опасност  узбудљива,

које су осмислили као Hypermasculinity Inventory (HMI) и дизајнирали их за мерење ове три компоненте  хипермаскулинитета. 

## Емоције
Док популарна идентификација хипермаскулиних особина тежи да се врти око спољашњих физичких аспеката насиља, опасности и сексуалне агресије, много мање пажње се придаје емотивним карактеристикама које дефинишу оне мушкарце који се сматрају „хипермаскулинима“. Хипермаскулини ставови такође могу укључивати емоционалну самоконтролу као знак чврстине.
Бити емоционално прекаљен или равнодушан, посебно према женама, значи показати оно што Thomas Scheff назива „карактером“ (прибраност и равнодушност у временима великог стреса или емоција).  У овом хипермаскулинском стоицизму,  Thomas Scheff  уочава да, „мушкарци имају  карактер“, и да мушкарац са таквим карактером када је под стресом неће плакати и брбљати као што би то могла да ради жена или дете.
Самонаметнуто емоционално праћење од стране мушкараца такође је у великој мери утицало на услове у којима они комуницирају са женама. Ben-Zeev, Scharnetzki, Chan и Dennehy ((2012) пишу о недавној студији која је показала да многи мушкарци намерно избегавају понашања и ставове као што су саосећање и емоционално изражавање, сматрајући ове особине женским и због тога их у потпуности одбацују. У том контексту Thomas Scheff додаје: хипермаскулини образац води до такмичења, а не до повезаности између особа.
У контексту интимне или емоционалне комуникације (посебно конфронтације) са женама, мушки се често емоционално повлачи, одбијајући да се укључе у оно што се назива. афективно комуницирање. У студији афективног комуникацијског понашања, родни контраст – намерно или подсвесно негирање понашања другог пола од стране једног пола – био је далеко очигледнији код младих дечака који су коришћени као субјекти за тестирање него код девојчица.
Тамо где се ово инсистирање на емоционалној равнодушности манифестује у физичким дефиницијама хипермаскулинитета, Thomas Scheff разматра: „Потискивање љубави и рањивих емоција (туга, страх и стид, последње као код осећања одбачености или неповезаности) води или тишини или повлачењу, с једне стране, или испољавању беса (флагрантно непријатељство), с друге. Сталоженост и  хипермаскулинитета изгледа да су рецепт за ћутање и насиље.

## Утицај у визуелним медијима
Ben-Zeev, Scharnetzki, Chan и Dennehy указују на слике у медијима као на најважнији фактор који утиче на хипермаскулинско понашање, наводећи..,
„На крају крајева, медији не само да одражавају културне норме, већ могу и да трансформишу друштвену стварност“.
Ово се заснива на чињеници да се физички и емоционални елементи хипермаскулиног понашања редовно манифестују у рекламама, холивудским филмовима, па чак и у видео игрицама коришћењем веома јаких имиџа: 
- мишићавих мушкарца који надјачавају жене у рекламама,

- глумца који приказују упорне мушке ликове који то чине. не попуштајучи пред емотивним позивима својих колегиница,

- у безбројним видео игрицама чије су приче засноване стриктно на насиљу.

Стална доступност ових слика за свакодневно јавно гледање и употребу је заиста утрла пут за изградњу система (свесно или несвесно) и код мушкараца и жена, створили вредности које их овековечују.
Кранс извештава да су истраживачи били забринути да такви огласи, који су генерално усмерени на младу мушку публику, играју веома истакнуту улогу у обликовању ставова према полу ових младића који се још увек развијају.
У индустрији игара, хипермаскулинитет се доживљава углавном кроз фантастичне и често насилне ситуације представљене у игрици, као и кроз типичан дизајн  и карактерне особинеа ликова који су: често снажно грађени, смели и обично наоружани, тако да... „избор женских ликова и радњи у игрицама оставља женама мало реалистичних, несексуализованих опција“, јер  су женски ликови, попут Ларе Крофт, заправо илузија женског оснаживања, и уместо тога служе само да задовоље поглед мушкараца.
Хипермаскулини стилови у геј мушкој култури су истакнути у геј диско групама 1970-их, као што су Village People, које су у БДСМ геј субкултури приказане у филму Cruising (1980).
Термин "хипермаскулин" такође карактерише стил еротске уметности у којој су мишићи и пенис/тестиси на мушким фигурама  приказани као нереално велики и истакнути. 
Геј уметници који експлоатишу хипермаскулине укључују радове Тома од Финске (у којима преувеличава физичке особине својих модела и приказује свој идеал мушке лепоте и сексепила, комбинујући реализам и фантазију) и Gengoroh-а Tagame-а (који гејеве  порнографски  редовно приказује као мишићаве, мужевне фигуре, без икакве сличности са андрогиним ефебама).
Чланак под насловом „Маркетинг мушкости у постфеминистичком добу” Кристен Барбер и Тристана Бриџиса такође наглашава постојање хипермаскулиних особина у оглашавању. Па се тако у рекламама мушкарац облачи као каубој  како би представљао вредног, грубог човека у покушају да створи већу привлачност мушкарцима, киоји би да изгледају и миришу као он.

## Утицај на жене
Утицај медија у креирању таквог понашања делује углавном на жене.  Од Роналда Регана који продаје цигарете до Маркија Марка који продаје доњи веш, постоји мноштво сјајних слика повезаних са мужевношћу. Меган Вокеи,  кандидат  на Универзитету у Манитоби, и његове колеге објавиле су студију у часопису Сек Ролес у којој се испитује употреба хипермаскулинитета — прекомерног приказа мушких стереотипа — у оглашавању у часописима. Тим је открио да се најмање једна варијабла хипермаскулинитета појављује у 56% од 527 реклама које су идентификовали. Огласи неких часописа укључивали су хипермаскулине поруке у невероватних 90% времена. Публикације са највећом стопом хипермаскулиних огласа биле су усмерене на млађе мушкарце нижег социоекономског статуса.
„Огласи који приказују насилне мушкарце (посебно према женама) су узнемирујући, јер такви прикази у рекламама чине више од продаје производа. Они такође одржавају стереотипе и представљају норме понашања за мушкарце и жене.“ 
На исти начин на који мушкарци покушавају да се прилагоде физичким и емоционалним карактеристикама у складу са стереотипима у визуелним медијима, тако и жене имају тенденцију да упадну у замку прилагођавања нормама приказаним у  друштвеним сликама. Медији их тиме подстичу да испуне улогу покорних жена приказаних у огласима и рекламама; терајући их да преузму своју улогу у сексуалном насиљу и окрутности мушкараца. 
Thomas Scheff  је приметио још један чудан начин на који је понављање родних улога било циклично: страх од физичке виктимизације жена је порастао до нивоа да многе жене заправо траже заштиту од мушкараца које показују знаке хипермачизма. На овај начин, жене се несвесно залажу за хипермаскулинитет из страха од других облика насиља.(2006).

## Утицај на мушкарце
Друштвена очекивања пропагирају формирање родних улога између онога што се сматра мушким и женским. Међутим, ове родне улоге могу имати негативан утицај на мушкарце и њихово ментално благостање. Ако мушкарац није у стању да испуни прописане мушке критеријуме, то често може довести до осећања несигурности, инфериорности и свеукупног психичког стреса.  Неки такође могу веровати да неспособност да живе у складу са одређеном родном улогом може угрозити њихов друштвени капитал у њиховим заједницама.

## Расни утицаји
У својој књизи Soul Babies: Black Popular Culture and the Post-Soul Aesthetic из 2002. Марк Ентони Нил наводи да је црначка мушкост постала синоним за уједињени црначки идентитет током покрета за грађанска права црне расе. По Нилу хипермаскулинитет је настао као врста насиља унутар црначке заједнице да би је заштитио од оне врсте насиља које је било усмерено на црну заједницу од стране белих Американаца.
Хомосексуалци и обојене жене понекад су били цензурисани због комбиновања црног идентитета са мужевношћу. 
Хјуи П. Њутн суоснивач Странке црних пантера,  у настојању да побољша односе између раса, написао је есеј у коме предлаже јачи савез између црначких политичких организација, жена и чланова геј заједнице. У њему је признао да ова популарност хипермаскулинитета води геј мушкарце и жене ка склоности ка насиљу и ћутању које не дозвољава овим маргинализованим члановима да постану део црначког идентитета.
У књигама као што су Platitudes  Треја Елиса и Кратак и чудесан живот Оскара Ваоа Џунота Дијаза, уочавамо сталне тежње црначке заједнице да задовољи одређени ниво хипермаскулинитета, као што је искоришћавање заједнице кроз спољне силе. 
Ерл и Оскар представљају Нову црну естетику (енгл. New Black Aesthetic), која је   још увек хиперсексуализована и маскулинизована. 
Нилова, L'estetica post-soul позива на црначки идентитет који не подстиче већу маргинализацију већ потлачених чланова црначке заједнице, већ их одваја од природе поделе која је изазвана хипермаскулинитетом.